# Hans Jakob Polotsky
Hans Jakob Polotsky (en hebreo: הנס יעקב פולוצקי) (Zúrich, 13 de septiembre de 1905 - Jerusalén, 10 de agosto de 1991) fue un orientalista, lingüista, y profesor de lenguas semíticas y egiptología de la Universidad Hebrea de Jerusalén. 

## Biografía
Polotsky nació en Zúrich, Suiza, hijo de judíos rusos. Se crio en Berlín y estudió egiptología y lenguas semíticas en las universidades de Berlín y Gotinga. De 1926 a 1931 fue colaborador de la Septuaginta-Unternehmen de la Academia de Ciencias de Gotinga. En 1929 recibió su doctorado con su tesis Zu den Inschriften der 11. Dynastie (Sobre las inscripciones de la Dinastía XI). Trabajó en Berlín entre 1933 y 1934, editando textos copto maniqueos con la historiador Karl Schmidt. Abandonó Alemania en 1935 y se asentó en Palestina, donde enseñó e investigó en la Universidad Hebrea de Jerusalén, convirtiéndose en profesor en 1948. Recibió el Premio Rothschild en 1962, el Premio Israel de Humanidades en 1966 y el Premio Harvey en 1982. Murió en Jerusalén el 10 de agosto de 1991. 
Su obra más conocida fue Études de syntaxe copte publicado en 1944, que cambió de forma radical la visión científica de la sintaxis de las lenguas primitivas egipcias y coptas. 

## Publicaciones
- (con Karl Schmidt) Ein Mani-Fund in Aegypten, Original-Schriften des mani und seiner Schuler. Berlín: Akademie der Wissenschaften 1933.
- "Manichäische Studien", en Le Muséon 46, 1933, pp. 247-271.
- (ed.) Manichaeische Homilien. Stuttgart: W. Kohlhammer 1934.
- Manichäische Handschriften der Staatlichen Museen Berlin, W. Kohlhammer Stuttgart: 1935
- "Études de grammaire gouragué", en Bulletin de la Société de Linguistique de Paris 39, 1938, pp. 137-175
- Études de syntaxe copte, Publications de la Société d'Archéologie Copte. El Cairo, 1944
- "Notes on Gurage grammar", Israel Oriental Society, nº. 2, 1951
- "Syntaxe amharique et syntaxe turque", en Atti del Convegno Internazionale di Studi Etiopici, Roma (Acc. Naz. dei Lincei), 1960, pp. 117-121.
- "Studies in Modern Syriac", en Journal of Semitic Studies 6, 1961, pp. 1-32.
- "Aramaic, Syriac, and Ge'ez", en Journal of Semitic Studies 9, 1964, pp. 1-10.
- "Egyptian Tenses", The Israel Academy of Sciences and Humanities, Vol. II, n.º 5. 1965.
- E.Y. Kutscher (ed.), Collected Papers by H.J. Polotsky Magnes Press, Jerusalén 1971.
- "Les transpositions du verbe en égyptien classique", en Israel Oriental Studies 6, 1976, pp. 1-50.
- "A Point of Arabic Syntax: The Indirect Attribute", en Israel Oriental Studies 8, 1978, pp. 159-174.
- "Verbs with two Objects in Modern Syriac (Urmi)", en Israel Oriental Studies 9, 1979, pp. 204-227.
- Grundlagen des koptischen Satzbaus, Scholars Press, Decatur, Ga., 1987, ISBN 1-55540-076-0
- "Incorporation in Modern Syriac", en G. Goldenberg & Sh. Raz (eds.), Semitic and Cushitic studies. Harrassowitz Wiesbaden 1994, pp. 90-102.
- "Notes on Neo-Syriac Grammar", en Israel Oriental Studies 16, 1996, pp. 11-48.